# Zderzenie cywilizacji
     Cywilizacja zachodnia
     Cywilizacja prawosławna
     Cywilizacja latynoamerykańska
     Cywilizacja islamska
     Cywilizacja hinduistyczna
     Cywilizacja chińska
     Cywilizacja afrykańska
     Tereny zamieszkane przez wyznawców buddyzmu
     Cywilizacja japońska
     Byłe kolonie brytyjskie na Karaibach
     Państwa „samotne”

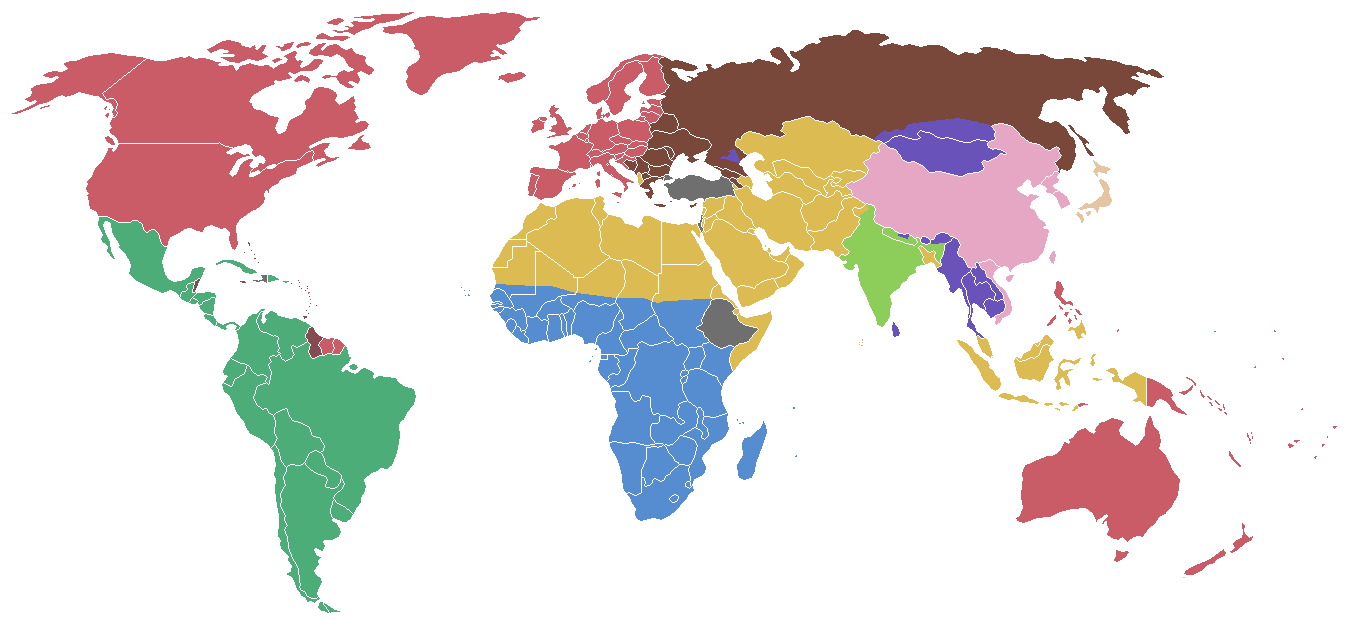
Zasięg cywilizacji według Huntingtona
Cywilizacja zachodnia
Cywilizacja prawosławna
Cywilizacja latynoamerykańska
Cywilizacja islamska
Cywilizacja hinduistyczna
Cywilizacja chińska
Cywilizacja afrykańska
Tereny zamieszkane przez wyznawców buddyzmu
Cywilizacja japońska
Byłe kolonie brytyjskie na Karaibach
Państwa „samotne”

Zderzenie cywilizacji (ang. Clash of Civilizations) – teoria geopolityczna politologa Samuela Huntingtona powstała na początku lat 90. dwudziestego wieku, zasygnalizowana w artykule pt. Zderzenie cywilizacji? (1993) w „Foreign Affairs”, a następnie szerzej opisana w książce pod nieco zmienionym i rozwiniętym tytułem „Zderzenie cywilizacji i nowy kształt ładu światowego” (1996). Zrezygnowanie ze znaku zapytania miało zaznaczyć, iż autor powyższego paradygmatu utwierdził się w przekonaniu, że mamy do czynienia z konfliktem cywilizacji.
Huntington twierdzi, że obecnie może dochodzić do poważnych konfliktów pomiędzy poszczególnymi cywilizacjami. Dowodzi, że w okresie po zakończeniu zimnej wojny, kiedy to przyczyną konfliktów były spory ideologiczne, na pierwsze miejsce powrócą spory religijno-kulturowe. Uważa on ponadto, że cywilizacja zachodnia systematycznie traci swoje wpływy we współczesnym świecie. Aby zapobiec jej marginalizacji, musi dojść do pojednania i ściślejszej współpracy dwóch najważniejszych ogniw tej cywilizacji – Europy i Stanów Zjednoczonych.
Według Huntingtona priorytetem współczesnej polityki międzynarodowej powinno być ograniczanie i zwalczanie wpływów chińskich i islamskich na arenie międzynarodowej, które są potencjalnym zagrożeniem dla świata Zachodu. Teoria ta była często przywoływana (przez polityków, dziennikarzy czy badaczy) w dyskusjach po zamachach terrorystycznych z 11 września 2001 roku, dla wyjaśniania zjawiska terroryzmu. Spotykała się jednak również z licznymi krytykami, oraz analizami danych empirycznych, podważających jego tezy.

## Lista cywilizacji
- afrykańska;
- buddyjska – Tybet, Mongolia, Kałmucja, Tuwa, Ałtaj w Rosji, Sri Lanka, Laos, Kambodża, Tajlandia, Bhutan;
- chińska – Chiny (bez Tybetu), Półwysep Koreański, Wietnam, Tajwan, Singapur;
- hinduistyczna – Indie oraz Nepal;
- islamska – kraje arabskie, Indonezja, Malezja, południowe Filipiny, Albania, Iran, Pakistan, kraje byłego ZSRR położone w Azji Środkowej, Bangladesz oraz część Indii;
- latynoamerykańska;
- japońska;
- prawosławna – zasięg tej cywilizacji równa się zasięgowi prawosławia, np.: Rosja (państwo-ośrodek tej cywilizacji[4]), Ukraina, Białoruś, Rumunia[5], Mołdawia, Bułgaria, Macedonia Północna, Serbia, Grecja;
- Cywilizacja zachodnia – obejmująca Europę Zachodnią i część Wschodniej, prawie cała Ameryka Północna (bez Antyli, Meksyku – Ameryka Środkowa), Australia, Nowa Zelandia, Papua-Nowa Gwinea, Surinam, Gujana Francuska, północne Filipiny (bez wyspy Mindanao zamieszkanej w większości przez muzułmanów).

## Kraje rozszczepione
Większość państw jest heterogeniczna, co oznacza, że zamieszkują je co najmniej dwie grupy etniczne, rasowe bądź religijne. W niektórych z nich występują silne różnice międzykulturowe pomiędzy przedstawicielami tej samej cywilizacji (była Czechosłowacja lub obecnie Kanada), bądź też podziały cywilizacyjne.
Kraje, w których przebiegają linie podziałów międzycywilizacyjnych, Huntington nazywa rozszczepionymi (są to m.in. Sudan, Nigeria, Tanzania, Kenia, Etiopia, Indie, Sri Lanka, Malezja, Singapur, Chiny, Filipiny i Indonezja). W krajach rozszczepionych, w których podczas zimnej wojny istniały reżimy komunistyczne (była Jugosławia i ZSRR) wystąpiły silne konflikty na tle różnic cywilizacyjnych, doprowadzając do rozpadu tych państw.

## Kraje na rozdrożu
W odróżnieniu od państw rozszczepionych w krajach „na rozdrożu” występuje jedna dominująca kultura, która określa przynależność danego państwa do określonej cywilizacji, jednak przywódcy państwa chcą, aby znalazło się w obrębie innej. Do najważniejszych państw, w których podjęto próbę zmiany kręgu cywilizacyjnego, według Huntingtona należą:
- Rosja – od czasów Piotra Wielkiego;
- Turcja – po reformach Kemala Atatürka;
- Meksyk – od prezydentur Miguela de la Madrida i Carlosa Salinasa de Gortari;
- Australia – koncepcje Paula Keatinga i Garetha Evansa.

Całkowita zmiana nie powiodła się w żadnym z wyżej wymienionych państw.

## Odrzucenie, westernizacja, reformizm
Główne cechy Zachodu odróżniające go od innych cywilizacji wytworzyły się przed modernizacją. Są to: filozofia grecka, prawo rzymskie, łacina i etyka chrześcijańska. Inne to rozdział władzy duchowej od świeckiej, rządy prawa, pluralizm społeczny, gremia przedstawicielskie, indywidualizm.
Od XVIII wieku w konsekwencji rozwoju wiedzy naukowej i technicznej trwają na świecie procesy modernizacyjne. Według Huntingtona na modernizację składają się industrializacja, urbanizacja, alfabetyzacja, wyższy poziom wykształcenia, zamożności i mobilności społecznej. Umożliwiają one panowanie ludzi nad środowiskiem. Najszybciej procesy te rozpoczęły się w cywilizacji zachodniej, ponieważ dotyczyły również środków transportu i techniki militarnej, umożliwiło to ekspansję polityczną Zachodu (m.in. kolonializm) na cywilizacje niezachodnie. Upowszechnianie się modernizacji naukowo-technicznej i dominacja Zachodu doprowadziły do powstania poglądu o powstawaniu cywilizacji uniwersalnej, której cywilizacje niezachodnie miały ulegać, przyjmując ideologię i instytucje Zachodu miały podlegać westernizacji (okcydentalizacji).
Jednak w zetknięciu z Zachodem cywilizacje niezachodnie zareagowały głównie na trzy sposoby: odrzucając równocześnie modernizację i westernizację, przyjmując jedno i drugie (herodianizm) albo akceptując modernizację i odrzucając wartości zachodnie (reformizm).

### Odrzucenie
Przykładami państw, w których odrzucano i modernizację i westernizację, były w przeszłości Japonia i Chiny.
Z Japonii, po pierwszych kontaktach w 1542, w połowie XVII w. wygnano wszystkich Europejczyków. Kres tej postawie położyły dopiero wymuszenie w 1854 traktatu japońsko-amerykańskiego przez komodora Perry’ego i modernizacja rozpoczęta w okresie Meiji po 1868.
W Chinach również po początkowym akceptowaniu chrześcijańskich misjonarzy od 1601 wygnano ich w 1722, polityka ta wywodziła się z przekonania o wyższości chińskiej kultury i z wyobrażeń o swoim państwie jako „Kraju Środka”. Izolacji Chin położyły kres wojny opiumowe w XIX w.
Współcześnie odrzucają modernizację tylko izolowane społeczności wiejskie i nieliczne grupy ekstremistów.
Zdaniem autora niepraktyczność i koszt izolowania się powoduje, że odrzucenie jest opcją, która nie ma szans przetrwania w modernizującym się świecie.

### Westernizacja (herodianizm)
Przyjęcie modernizacji i westernizacji (Toynbee nazywa to herodianizmem) wychodzi z założenia, że modernizacja jest potrzebna, miejscowej kultury nie można z nią pogodzić, więc trzeba ją zarzucić, społeczeństwo należy zwesternizować, aby mogło być zmodernizowane.
Metodę taką zastosowali kemaliści w Turcji, była stosowana również w Rosji (reformy Piotra Wielkiego) oraz w Meksyku.
W żadnym z tych państw nie nastąpiła całkowita westernizacja. W Turcji nastąpiło odrodzenie islamu, w Rosji powstały podziały społeczne (słowianofile i okcydentaliści, współcześnie okcydentaliści, „atlantyści”, „kosmopolici” kontra „euroazjatyści”, „nacjonaliści”). W Meksyku proces zachodzi od lat 80., jego przyjęcie do NAFTA budzi częściowy sprzeciw w USA, pełna zrozumienia reakcja meksykańskich elit intelektualnych na rewoltę w stanie Chiapas stawia w opinii autora znak zapytania co do przyszłości amerykanizacji kraju.
Huntington stwierdza, że wszystkie te próby zmiany kręgu kulturowego i westernizacji nie zakończyły się sukcesem, kraje te pozostają „krajami na rozdrożu”.

### Reformizm
Trzecia opcja polega na wprowadzaniu modernizacji i zachowaniu podstawowych wartości, zwyczajów i instytucji rodzimej kultury. Jest ona najpopularniejsza wśród niezachodnich elit. Już w Chinach w ostatnich latach dynastii Qing głoszono hasło Ti yong: „Chińskie nauki zachowujemy dla podstawowych zasad, zachodnie są potrzebne na praktyczny użytek”. Japończycy zastosowali regułę Wakon, Yosei (japoński duch, zachodnia technika). Próbę pogodzenia islamu z nowoczesnością podjęli Dżamal ad-Din al-Afghani i Muhammad Abduh. Według Maxime’a Rodinsona „pobożni muzułmanie mogą rozwijać nauki ścisłe”, „szariat nie koliduje z masową edukacją”.
Huntington stawia tezę, że modernizacja nie musi oznaczać westernizacji, modernizacja wręcz umacnia niezachodnie kultury i osłabia względną siłę Zachodu, „świat staje się zasadniczo bardziej nowoczesny i mniej zachodni”.

## Malejąca rola Zachodu
Autor wskazuje na malejącą systematycznie rolę cywilizacji zachodniej w świecie w najnowszej historii. Odsetek ludności świata pod polityczną kontrolą Zachodu spadł w latach 1900–1995 z 44,3% do 13,1%; udział w światowej produkcji wyrobów gotowych w latach 1928–1980 spadł z 84,2% do 57,8%; udział w światowym PKB w latach 1950–1992 spadł z 64,1% do 48,9%.

## Odnowa Zachodu?
Huntington przychyla się do poglądów głoszących, iż cywilizacja zachodnia podlega identycznym ewolucjom i przemianom dynamicznym jak inne cywilizacje. W związku z tym może stopniowo zanikać jeszcze dziesiątki lub setki lat. Może jednak również przeżyć okres odrodzenia, odwrócić proces słabnięcia. Zasadnicze według autora znaczenie ma powstrzymanie wewnętrznych procesów rozkładu (przestępczość, narkomania, rozkład rodziny, spadek wzajemnego zaufania społecznego, upadek etosu pracy, folgowanie potrzebom, słabnąca aktywność intelektualna). Przyszłość Zachodu ma m.in. zależeć od uporania się z powyższymi problemami dostarczającymi argumentów o moralnej wyższości muzułmanów i Azjatów.
Kolejnym problem jest dla Huntingtona zagadnienie imigracji i asymilacji imigrantów. Groźny dla Zachodu brak asymilacji autor dostrzega u muzułmanów w Europie i u Latynosów w USA. W Stanach Zjednoczonych istnieje wręcz groźba wewnętrznego konfliktu, przekształcenia w kraj rozszczepiony i rozpadu państwa. Pod koniec XX w. amerykańskie składniki tożsamości narodowej stały się celem ataku wpływowych intelektualistów i publicystów, w imieniu wielokulturowości zaczęto propagować tożsamość grup rasowych i etnicznych, krytyce poddano identyfikowanie się Ameryki z cywilizacją zachodnią. Odrzucenie Amerykańskiego Credo (American’s Creed) i cywilizacji zachodniej oznacza koniec Stanów Zjednoczonych Ameryki w znanej dotąd postaci. Europa jest dodatkowo zagrożona słabnięciem chrześcijaństwa będącego jej centralnym składnikiem.
Jeśli Ameryka i Europa dokonają odnowy moralnej w oparciu o wspólne cechy kulturowe, rozwiną współpracę gospodarczą i polityczną mogą odrodzić potęgę Zachodu. Autor przytacza nawet tezę Mahathira o możliwej „konfederacji UE-NAFTA”. Do innych koniecznych działań zalicza poszerzanie UE i NATO, popieranie westernizacji Ameryki Łacińskiej, hamowanie rozwoju arsenałów państw islamskich i chińskich, uznanie roli Rosji jako ośrodka cywilizacji prawosławnej i regionalnego mocarstwa, utrzymanie technicznej i militarnej przewagi nad innymi cywilizacjami.

## Krytyka
W odniesieniu do przedstawionych założeń Huntingtona powstało wiele głosów krytycznych, jak i modyfikacji. Krytycy teorii „zderzenia cywilizacji” zwracają uwagę na wewnętrzną niejednorodność cywilizacji oraz występowanie wielu konfliktów wewnątrzcywilizacyjnych. Liczne i poważne konflikty występują np. w cywilizacji islamskiej. Podczas wojny iracko-irańskiej zginęło ponad milion osób, dziesięciokrotnie więcej niż w pięciu wojnach izraelsko-arabskich.
Podczas wojen i konfliktów zawiązywane są czasami sojusze odrębnych cywilizacyjnie państw np. katolicki król Francji Franciszek I w XVI w. zawierał przymierza z tureckim sułtanem przeciwko katolickim Habsburgom, narodowy socjalizm i komunizm (śmiertelni wrogowie) zmówiły się w przededniu wybuchu II wojny światowej (pakt Ribbentrop-Mołotow), podczas wojny w Bośni Zachód poparł muzułmanów. Stany Zjednoczone nakładają sankcje na Iran, współpracując z Arabią Saudyjską itp.
Odnośnie do stosunków międzynarodowych, w czasie pokoju krytycy zarzucają Huntingtonowi błędność tezy o kulturowych korzeniach współpracy ekonomicznej, wskazują na istnienie wysokich deficytów handlowych np. USA w handlu z Japonią i Chinami, w świecie islamu 90% obrotów handlowych przypada na kraje spoza regionu.
Norman Davies w książce Europa − między Wschodem a Zachodem krytykuje Huntingtona i jego teorię. Pisze on:

Autor [...] sprzeniewierzył się wszelkim zasadom rzetelnego i rozsądnego rozumowania, jakiego można byłoby oczekiwać po takich kręgach. Jego cywilizacje − zachodnia, słowiańsko-prawosławna, islamska, hinduistyczna, konfucjańska czy japońska − są jasno rozróżnionymi bytami o wyraźnych granicach. Nie są wymieszane. Nie nakładają się. Jak zauważył jeden z jego krytyków: „Poplątane i kręte zaułki świata zostały wyprostowane. Ostrym ołówkiem i pewną ręką Huntington zakreśla linie wyznaczające kraniec jednej cywilizacji oraz początek pustyni «innego»”.